# V. Vale
V. Vale és un escriptor i editor estatunidenc-japonès. Després de llicenciar-se en anglès per la Universitat de Berkeley, va començar a freqüentar la famosa botiga i editorial City Lights Bookstore/Publishing de San Francisco, fundada pel poeta Lawrence Ferlinghetti. Aquest autor i Allen Ginsberg li van proporcionar capital perquè fundés la seva pròpia editorial el 1977: RE/Search Publications. RE/Search Publications ha editat aproximadament quaranta revistes, a més de llibres, CD, vídeos i programes d'entrevistes amb artistes per a la televisió local per cable Channel 29. Descrit pel Washington Post com el "Studs Terkel underground", V. Vale ha publicat quatre llibres sobre J.G. Ballard; un sobre William S. Burroughs, Brion Gysin i Throbbing Gristle; i les edicions Modern Primitives; Incredibly Strange Films; Incredibly Strange Music Vol. I and II; Angry Women; Industrial Culture Handbook; Pranks I and II; etc. És autor de nombrosos articles per a diverses publicacions i ha realitzat conferències arreu del món.